# Dankoviće
Dankoviće (cyr. Данковиће) – wieś w Serbii, w okręgu toplickim, w gminie Kuršumlija. W 2011 roku liczyła 182 mieszkańców.